# Ramscheiderhöhe
Ramscheiderhöhe is een plaats in de Duitse gemeente Hellenthal, deelstaat Noordrijn-Westfalen, en telt 8 inwoners (2006).